# Різдвяна пісня в прозі, або Різдвяне оповідання з привидами
«Різдвя́на пі́сня в про́зі, або́ Різдвя́не оповіда́ння з при́видами» (англ. A Christmas Carol) — різдвяна повість англійського письменника Чарльза Дікенса. Входить до збірки «Різдвяні повісті». Перше видання вийшло 19 грудня 1843 року з ілюстраціями Джона Ліча. У творі розповідається про старого скнару Ебенізера Скруджа, до якого навідується привид його колишнього компаньйона Джейкоба Марлі, а також духи Минулого, Теперішнього і Майбутнього Різдва, які змушують його переглянути своє ставлення до життя та навертають його до щирості та добросердя. 
«Різдвяна пісня» стала несподіваним успіхом для Дікенса. Перший наклад налічував шість тисяч екземплярів, які розійшлись впродовж трьох днів. Письменник написав книгу насамперед з метою покращення свого фінансового стану.

## Сюжет

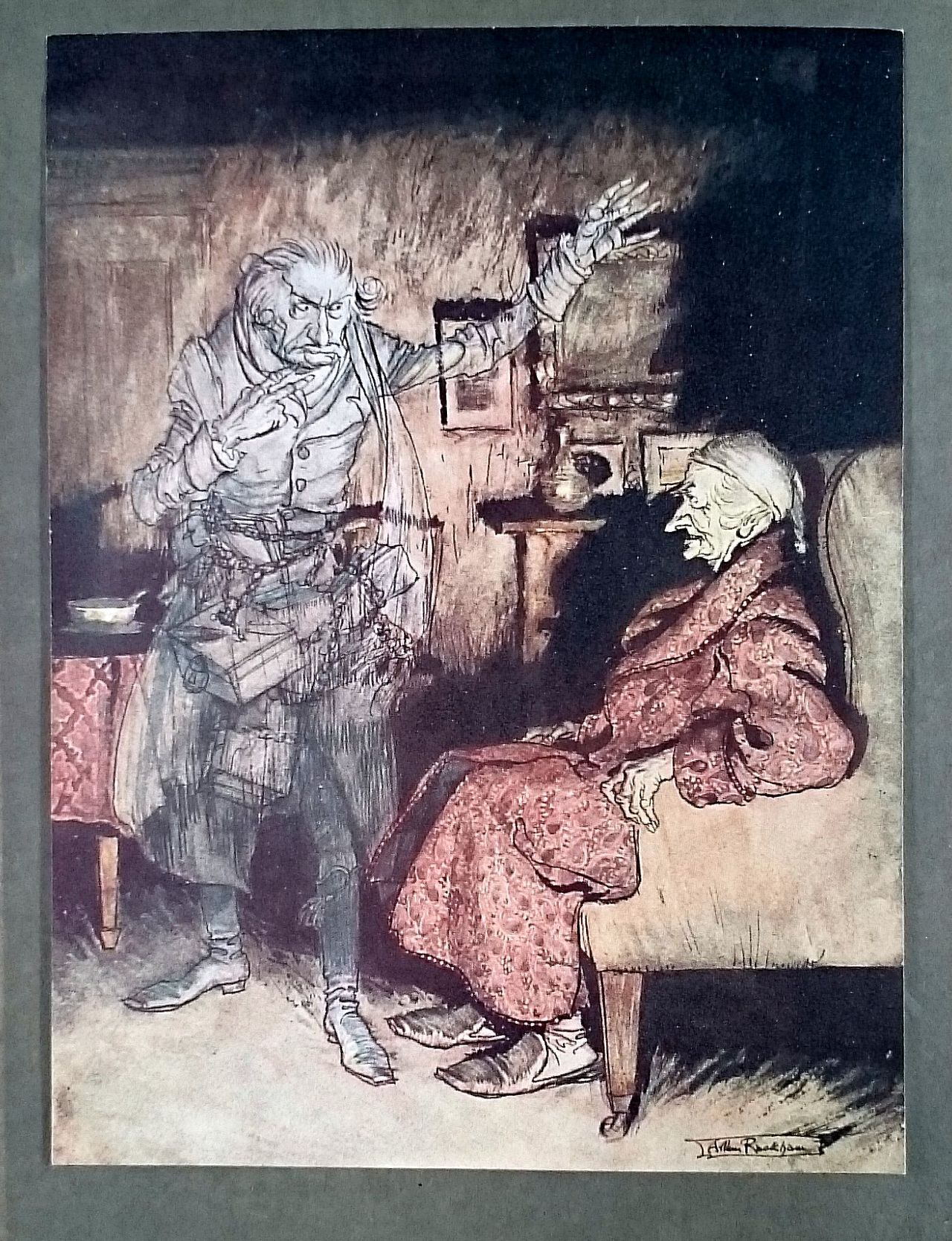
Фронтиспіс Артура Рекгема до видання «Різдвяної пісні в прозі» 1915 року

Один із найвідоміших англійських письменників XIX ст. Чарльз Дікенс зі співчуттям ставився до бідних людей. Своїми творами він сподівався звернути увагу багатих на несправедливість, яка існує в суспільстві, та перевиховати їх. Цій темі присвячена його повість «Різдвяна пісня в прозі».
Головний герой твору — власник торгової спілки «Скрудж і Марлі». Скрудж — дуже скупа і жорстока людина. «Через холод у душі і вся постать його немов заморозилася: ніс загострився, щоки зморщились, хода стала скутою, очі почервоніли, тонкі губи посиніли, а голос, хитрий та прикрий, скрипів». Люди боялися і не любили його, Скрудж не поважав Свята, вважав це нісенітницею, не вмів радіти. Увечері напередодні Різдва він образив племінника, вилаяв свого працівника. А вночі в його будинку з'явився привид його товариша і колишнього компаньйона Марлі, який помер кілька років тому. Привид Марлі розповів, як він тепер розкаюється і страждає через те, що не робив добрих справ за життя. І пообіцяв, що Скрудж вночі зустрінеться з Духом Минулого, Духом Теперішнього та Духом Майбутнього Різдва. Подорож Скруджа у своє дитинство, в теперішнє та майбутнє допомогли йому багато чого зрозуміти. Це так вплинуло на нього, що він зробився зовсім іншою людиною: давав щедрі пожертви бідним, допоміг сім'ї клерка Боба Кретчета, привітно ставився до племінника — сина улюбленої сестри Фанні.
Ця історія, як і повинно бути в різдвяному оповіданні, закінчується щасливо і нагадує людям, що вони повинні не марнувати часу, поспішати робити добро ближнім своїм.

## Підґрунтя
Чарльз Дікенс народився у сім'ї середнього достатку, однак зазнав фінансових труднощів через марнотратну натуру свого батька Джона, який 1824 року потрапив до Маршалсі, в'язниці для боржників у Саутерку, Лондон. Дванадцятирічний Дікенс був вимушений віддати в заставу свою колекцію книжок, залишити школу і піти працювати на гидку фабрику гуталіну, що кишіла пацюками. Такий стан справ призвів до того, що його біограф, Майкл Слейтер, назвав «глибинною і соціальною наругою», що сильно вплинула на його творчість і світогляд.
Уже наприкінці 1842 року Дікенс став відомим письменником, який написав щонайменше шість своїх найважливіших творів, а також декілька оповідань, новел тощо. 31 грудня цього ж року почав частинами публікувати роман «Мартін Чезлвіт», який, попри те, що був його улюбленим твором, через свої низькі продажі не приніс йому фінансової стабільності. 
У вікторіанську епоху все більшої популярності набувало святкування різдвяних свят. Новорічну ялинку вперше впроваджено у Британії у XVIII столітті, хоча особливої популярності звичай набув у часи правління королеви Вікторії та Альберта Саксен-Кобург-Готського. На початку XIX століття також відбулося відродження різдвяних колядок, які впродовж декількох минулих століть не мали великої популярності серед людей. Колядки знову поширилися завдяки публікаціям Дейвіса Ґілберта «Деякі давні колядки з мелодіями, співані колись на заході Англії» (1823) та «Колядки, давні та сучасні» (1833) Вільяма Сендіса.
Дікенс теж проявив зацікавлення до Різдва і 1835 року на сторінках газети «Беллс Віклі Месенджер» опублікував оповідання «Різдвяні святкування», яке 1836 року вийшло під назвою «Різдвяна вечеря» у збірці «Нариси Боза». Невдовзі вийшов ще один твір на різдвяну тематику — «Гобліни, які викрали паламаря», який з'явився в романі «Посмертні записки Піквікського клубу» (1836). Містер Вордл розповідає історію про Ґабріела Ґраба, самотнього злостивого паламаря, якого викрадають гобліни, що показують йому минуле і майбутнє й у такий спосіб змушують його переглянути своє ставлення до Різдва. На думку Слетера, у творі з'являються головні елементи «Різдвяної пісні», проте які ще остаточно не усталені. Згодом Дікенс також написав дещо про Різдво на сторінках періодичного видання «Годинник містера Гамфрі». Професор англійської літератури Пол Дейвіс стверджує, що попри те, що оповідання «Ґобліни..» вважається прототипом «Різдвяної пісні», на твір також вплинули всі ранні твори письменника.

### Літературний вплив
Дікенс був не першим письменником, який прославив сезон різдвяних свят у літературі. Серед авторів, які вплинули на творчість Дікенса, був Вашингтон Ірвінг, який у 1819-20 рр. опублікував збірку «Книга нарисів», де помістив чотири есе на тему давньоанглійських різдвяних традицій, свідком яких він став під час свого перебування в Естон-Голлі поблизу Бірмінґема. Розповіді та есе привернули увагу Дікенса. Обидва автори поділяли переконання щодо усталення ностальгічного англійського Різдва задля відновлення суспільної гармонії, яка, на їхню думку, збилась на манівці в сучасному світі.
Помітний вплив на «Різдвяну пісню» також мали есе Дуґласа Джеррольда «Як пан Чоукпір підтримує щасливе Різдво» (1841) та «Краса наведення порядку» (1843). Загалом кажучи, на Дікенса також вплинули казки та дитячі історії про Різдво, в яких письменник вбачав елементи, що змінюють і трансформують людську свідомість.

### Суспільний вплив
Дікенса вразила велика кількість бідних дітей у середині XIX століття. На початку 1843 року письменник відвідав шахти в Корнволлі та Девоні, де на власні очі побачив дітей, що працюють у жахливих умовах. Страждання, свідком яких він став, тільки зміцнились під час його візиту до Філд-Лейнської школи для бідних, однієї з декількох лондонських шкіл для напівголодних неписьменних дітей вулиці.
У лютому 1843 року опубліковано «Другий рапорт про комісію дитячого працевлаштування», парламентський рапорт про вплив індустріальної революції на дітей робочого класу. Жахнувшись від прочитаного, Дікенс вирішив опублікувати політичний памфлет із робочою назвою «Звернення до людей Англії, від імені дитини бідняка», але передумав та відклав вихід памфлету у світ. У березні письменник написав листа доктору Саутвуду Сміту, одному із членів комісії, відповідальних за «Другий рапорт», про свою зміну у планах: «Без сумніву, ви відчуєте удар кувалди з силою, у двадцять разів сильнішою, або ж у двадцять тисяч разів сильнішою, яку я можу викликати, реалізувавши свою ідею».
У своїй промові зі збору грошей 5 жовтня 1843 року в Манчестер Атенеум, Дікенс переконував працівників та робітників поєднати сили, щоб, завдяки шкільній реформі, побороти безграмотність. Згодом письменник зрозумів, що найефективнішим способом привернути увагу великого прошарку суспільства до теми бідності та суспільної несправедливості може стати твір на різдвяну тематику, а не полемічні памфлети та есе.

## Історія написання
У середині 1843 року Дікенс зазнав фінансових проблем. Продажі роману «Мартін Чезлвіт» впали, а його дружина, Катрін, завагітніла п'ятою дитиною. Справи погіршилися, коли видавництво «Chapman & Hall» пригрозило зменшити на 50 фунтів його щомісячний дохід, якщо продажі надалі спадатимуть. Дікенс почав писати «Різдвяну пісню» у жовтні 1843 року. Майкл Слейтер, біограф Дікенса, описав книгу як таку, що «написана як за білої гарячки»; робота над твором завершилася через шість тижнів, фінальні сторінки побачили світ на початку грудня. Левову частку твору Дікенс розбудовував у своїй голові під час тридцятикілометрових нічних прогулянок по Лондону. Дікенсова своячка писала: «Під час написання він плакав і сміявся, а потім знову плакав і звеселявся у найекстраординарніший спосіб».
Слейтер писав, що «Різдвяна пісня» мала намір відкрити серця читачів до тих, хто щосили намагалися звести кінці з кінцями на нижніх щаблях економічної ієрархії та спонукати доцільну у таких випадках благодійність. За його словами, твір також попереджував про велику небезпеку для суспільства через повсюдне толерування неосвіченості та фактичну нужду бідняків.
Ілюстратор Джордж Крукшенк, який працював з Дікенсом над «Нарисами Боза» та «Олівером Твістом», познайомив письменника з карикатуристом Джоном Лічом. Вже до 24 жовтня Дікенс запросив Ліча долучитися до роботи над «Різдвяною піснею», згодом текст супроводжували його чотири розмальовані від руки гравюри та чотири чорно-білі дереворити. Написаний від руки манускрипт твору не містив одного речення в передостанньому параграфі —«що ж до Крихітки Тіма, котрий видужав», яке додано згодом, у процесі друку.
Твір вперше опубліковано 19 грудня 1843 року. Перший наклад налічував шість тисяч екземплярів, які розійшлись впродовж заледве трьох днів. Опісля твір багаторазово перевидавався; особливої популярності «Різдвяна пісня» здобула у США, де впродовж наступних ста років після першого видання розійшлось більш ніж два мільйони примірників.
Після успіху «Різдвяної пісні..» Дікенс написав ще декілька творів на різдвяну тематику: «Новорічні дзвони» (1844), «Цвіркун домашнього вогнища» (1845), «Битва життя» (1846), «Одержимий» (1848).

## Персонажі
Центральним персонажем «Різдвяної пісні» став Ебенізер Скрудж, лондонський скупий підприємець, якого у творі описано такими словами: «Це був старий грішник — заздрісний, жадібний, твердий і гострий, як кремінь». Річард Келлі пише, що на образ Скруджа могли вплинути суперечливі почуття Дікенса щодо власного батька, якого письменник водночас любив і демонізував. Ця психологічна суперечність можливо несе відповідальність за два радикально різні образи Скруджа у творі: один зображений як холодний, скупий, жадібний напівсамітник, а інший — доброзичливий дружелюбний чоловік. Професор англійської літератури Роберт Дуґлас-Фергерст вважає, що зображений у вступі опис самотнього і нещасливого дитинства Скруджа та його тяжіння до грошей задля уникнення бідності є «свого роду самопародією письменника на власні страхи», а пост-трансформаційні частини книги це те, як Дікенс оптимістично бачить самого себе.
Образ Скруджа також міг базуватися на двох реальних скнарах: ексцентричному члену парламенту Джону Ельвсу та Джеммі Вуду, власнику Глостерського старого банку, якого також називали «глостерським скнарою». За словами соціолога Френка В. Елвелла, погляди Скруджа щодо бідних схожі до поглядів фахівця з демографії та соціолога Томаса Мальтуса. Водночас питання скнари «Хіба вже немає тюрем»… «А робітничі будинки ще є?»…«А закон про бідних все ще в силі?» перетинаються з сатиричним питанням, яке поставив філософ Томас Карлайл: «Хіба вже нема одноманітної механічної праці, шибениць, чи навіть лікарень, податку на користь бідних та закону про бідних?».
У творах Дікенса можна зустріти попередників Скруджа. Пітер Акройд вбачає схожості між Скруджем і старшим Мартіном Чезлвітом, хоча скнара має «більш фантастичний образ» аніж патріарх родини Челзвіт; Акройд помічає трансформацію обох персонажів, які під кінець твору стають щедрими й доброзичливими. Дуґлас-Фергерст вважає, що на створення Скруджа як персонажа, також вплинув Ґабріель Ґраб, другорядний персонаж з роману «Посмертні записки Піквікського клубу» (ім'я Ґраба походить від імені нідерландського скнари-гробаря Ґабріела де Ґраафа). Ім'я Скруджа Дікенс запозичив з надгробної плити із цвинтаря в Единбурзі. Могила належала Ебенезеру Ленноксу Скроґґі, який за життя працював торговцем злаків (meal man), але Дікенс прочитав надгробний напис як «mean man» (скнара). 
У свої ранні роки Дікенс мешкав неподалік торгового приміщення з вивіскою «Ґудж і Марні», від якої цілком ймовірно походить ім'я колишнього компаньйона Скруджа. На створення закутого у ланцюги Марлі Дікенса також могла надихнути подорож до в'язниці у Піттсбургу у березні 1842 року, де письменник побачив закутих у кайдани в'язнів. Прототипом Крихітки Тіма став його племінник Генрі, якому на момент створення твору виповнилося п'ять років. На створення персонажів Неуцтва та Убогості Дікенса наштовхнув візит до школи для бідних в Іст-Енді, районі у східній частині Лондона.
Основою «Різдвяної пісні» є перевтілення Скруджа. Пол Дейвіс вважає Скруджа «багатогранним персонажем, що перебуває у процесі особистої зміни». Річард Келлі пише, що трансформація Скруджа виражена у його описі; спочатку його зображено як двовимірного персонажа, що згодом переростає у героя, «у якого є духовна глибочінь та розкаяння за втрачені можливості». Деякі письменники, серед яких Ґрейс Мур, дослідник творчості письменника, вважає, що твір пронизано християнською тематикою і що слід розглядати повість як алегорію до християнської концепції покаяння. Клер Томалін, біограф Дікенса, пише, що Скруджове перевтілення несе просту християнську мораль, що «навіть найбільший грішник може покаятися і стати доброю людиною».

## Екранізації
- 1910 рік — «Різдвяна пісня» — одна з перших екранізацій однойменної повісті Чарльза Дікенса.
- 1984 рік — «Різдвяна історія» — фільм режисера Клайва Донера (Велика Британія).
- 1988 рік — «Нова різдвяна казка» — американський фентезійний кінофільм, сучасна сатирична версія «Різдвяної пісні» Чарльза Дікенса.
- 1998 рік — «Різдво для всіх собак» — мультфільм (США).
- 2008 рік — «Американська казка» — комедія режисера Девіда Цукера, видозмінена історія Ебенезера Скруджа, але головною темою стає не Різдво, а 4 липня.
- 2009 рік — остання спроба екранізації повісті Дікенса — фільм «Різдвяна історія» із Джимом Керрі у головній ролі.
- 2009 рік — на сюжеті повісті базується кінокомедія «Привиди колишніх подружок».
- 2022 рік — «Дух Різдва» — музичний фільм режисера Шона Андерса (США).

## Переклади українською
Перекази, уривки

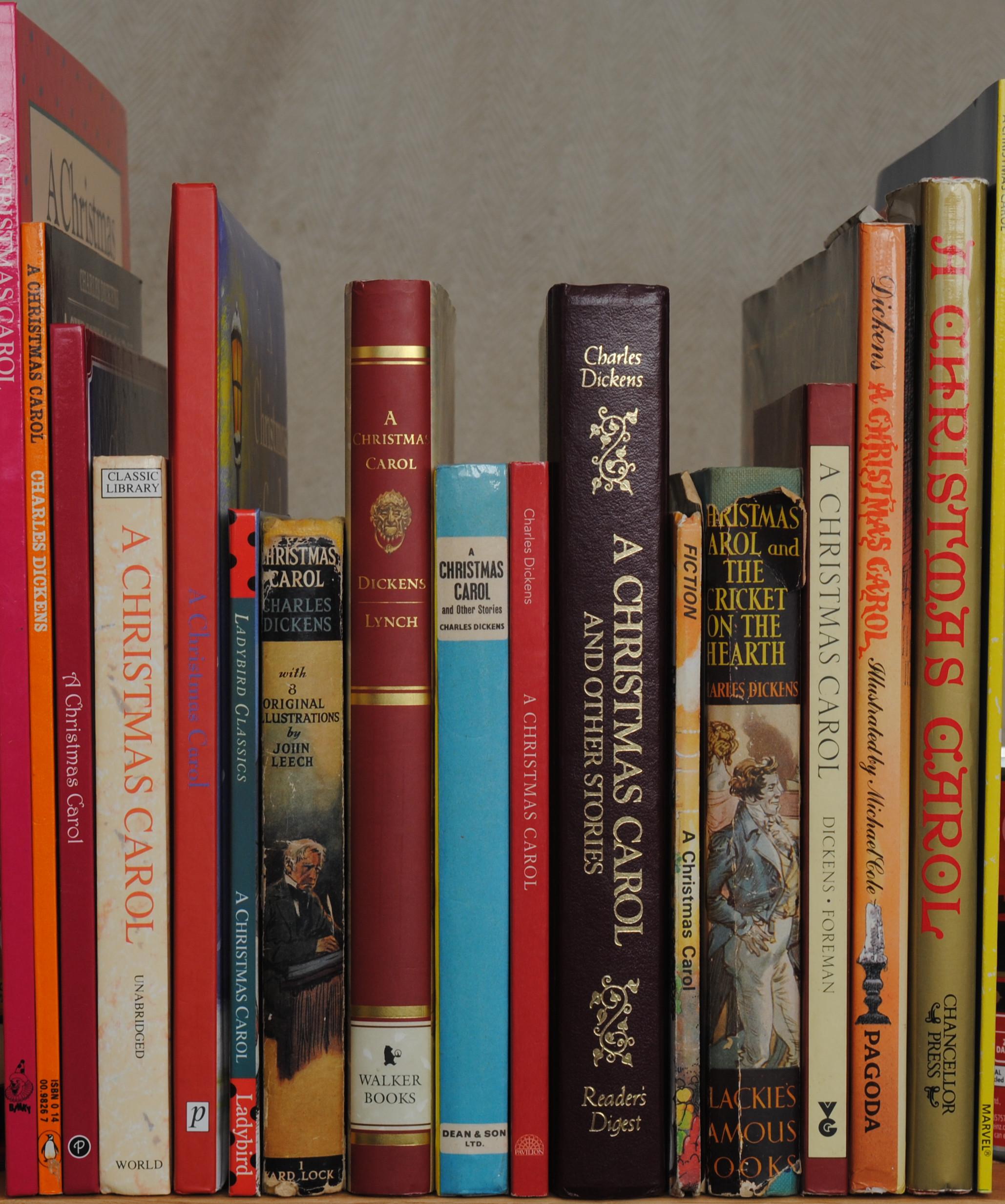

- Чарлз Діккенс. Різдвяна пісня. Переклад з англійської: Ірина Бондаренко; скорочений переказ оригінального роману Діккенса: Джилл Тавнер; ілюстрації: Карен Доннеллі. Тернопіль: НК-Богдан, 2014. 64 стор. (Серія «Час читати»). ISBN 978-966-10-3982-6

Повні переклади
- Чарлз Діккенс. Різдвяна пісня в прозі, або Різдвяне оповідання з привидами. Переклад з англійської: Ольга Кривинюк. Дніпро: Слово, 1918. 96 стор.
- Чарлз Діккенс. Різдвяна ніч. Переклад з англійської: Софія Куликівна. Львів: Просвіта, 1924. ? стор.
  - (передрук) Чарлз Діккенс. Різдвяна пісня у прозі. Святочна повість з привидами. Переклад з англійської: Софія Куликівна. Львів: Червона Калина, 2007. 140 стор. (Серія «Світ шкільної читанки». Кн. 20). ISBN ?
- Чарлз Діккенс. Різдвяна пісня у прозі: повість про Різдво з участю духів (міститься у збірці: Чарлз Діккенс. Різдвяні повісті («Різдвяна пісня», «Новорічні дзвони», «Цвіркун домашнього вогнища», «Битва життя», «Одержимий»). Переклад з англійської: Олександр Мокровольський; малюнки: Олександр Дудін. Тернопіль: НК—Богдан; Київ: Веселка, 2007, 2009. 464 стор. (Серія «Бібліотека світової літератури для дітей у 100 томах „Світовид“»)). ISBN 966-692-827-2 (НК — Богдан), ISBN 966-01-0415-4 (Веселка)
  - (передрук) Чарлз Дікенс. Різдвяна ялинка (до збірки увійшли: Різдвяна ялинка (оповідання), Різдвяна пісня в прозі (роман)). Переклад з англійської: Олександр Мокровольський. Київ: Махаон-Україна. 2011. 208 стор. ISBN 978-617-526-304-4
  - (передрук) Чарлз Дікенс. Різдвяна ялинка (до збірки увійшли: Різдвяна ялинка (оповідання), Різдвяна пісня в прозі (роман)). Переклад з англійської: Олександр Мокровольський. Київ: Рідна Мова. 2014. 208 стор. (серія «Шукачі пригод»); малюнки: Роберт Інґпен. ISBN 978-617-526-724-0
- Чарлз Діккенс. Різдвяна ніч. (містится у збірці: Іван Франко. Додаткові томи до Зібрання творів у п'ятдесяти томах. Редактор перекладу: Є. Нахлік. Редколегія видання М. Г. Жулинський (голова) та інші. Київ: Наукова думка, 2008. Том 51: Прозові переклади, 1876—1912. 992 стор.)
- Чарлз Діккенс. Різдвяна історія. Переклад з англійської: Іван Андрусяк; малюнки: Ростислав Попський. Львів: ВСЛ, 2011. 160 стор. («Вічні історії»). ISBN ?
  - (передрук) Чарлз Діккенс. Різдвяна історія. Переклад з англійської: Іван Андрусяк; малюнки: Ростислав Попський. Львів: ВСЛ, 2014. 160 стор. (Серія «Дивовижні світи»). ISBN 978-966-2909-79-1
- Чарлз Діккенс. Різдвяна пісня в прозі, або Різдвяне оповідання з привидами. Переклад з англійської: Ольга Косач-Кривинюк. Київ: Знання. 2016. 172 стор. ISBN 978-617-07-0351-4 (серія «English Library»)
- Чарлз Діккенс. Різдвяна пісня в прозі. Переклад з англійської: Марія Филоненко. Київ: Book Chef. 2018. 144 с. ISBN 978-617-7559-79-4